# Œufs en meurette

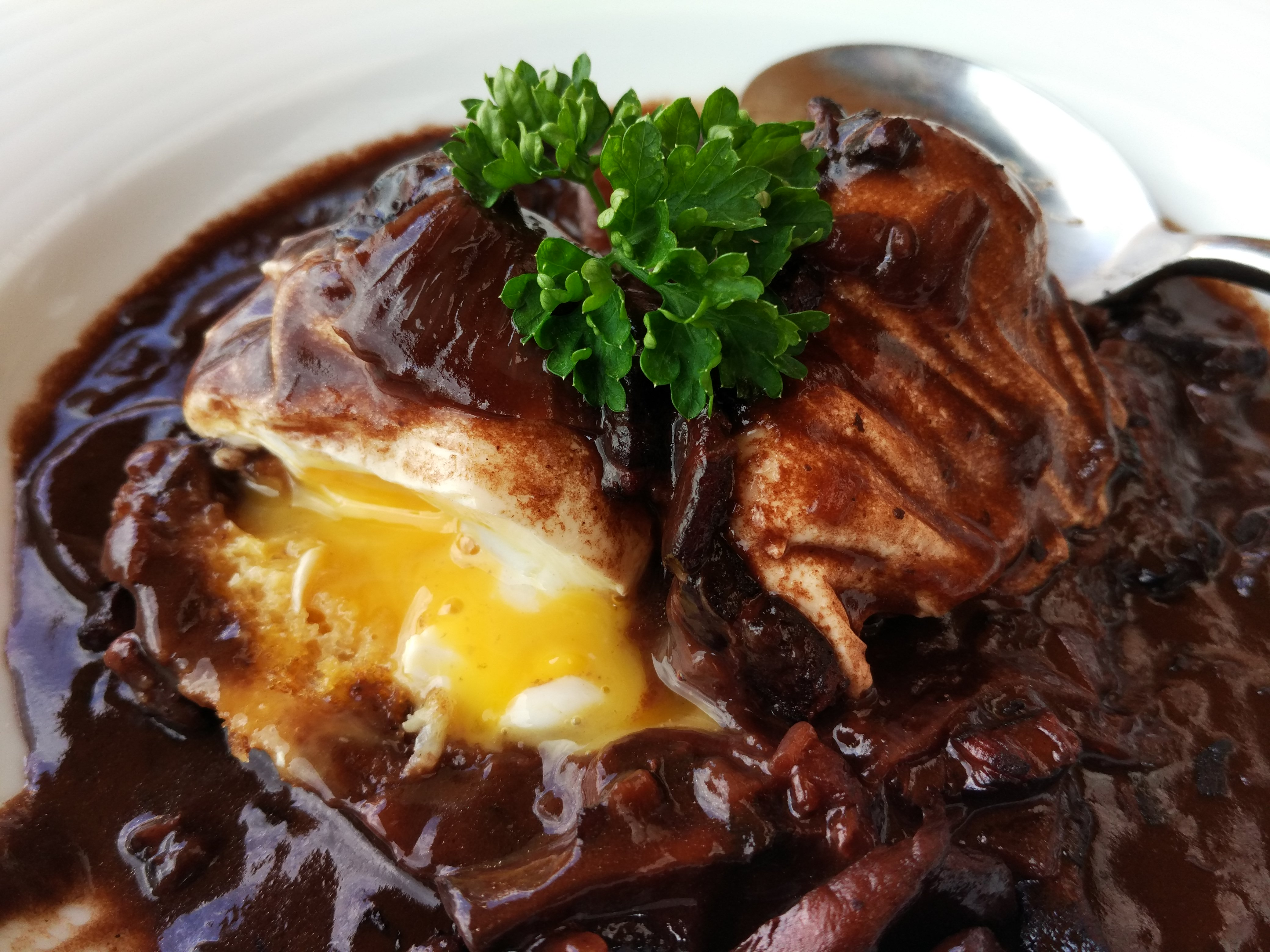
Huevos en meurette

Los huevos en meurette (en idioma francés Oeufs en meurette) son una especialidad gastronómica de la región de Borgoña.
Se trata de huevos escalfados presentados sobre tostas de pan y napados en salsa meurette, una salsa típica borgoñona compuesta de chalotas, cebolla, beicon y champiñones (con alguna otra verdura ocasionalemente) pochadas sobre mantequilla y maceradas en vino tinto de la región hasta que reduce.
- Wikimedia Commons alberga una categoría multimedia sobre Œufs en meurette.

- Datos: Q3594122
- Multimedia: Œufs en meurette / Q3594122